# Hát Lót (xã)
Hát Lót là một xã thuộc huyện Mai Sơn, tỉnh Sơn La, Việt Nam.

## Địa lý
Xã Hát Lót nằm ở phía tây nam huyện Mai Sơn, có vị trí địa lý:
- Phía đông giáp xã Cò Nòi
- Phía tây giáp xã Chiềng Mung và xã Chiềng Mai
- Phía nam giáp xã Chiềng Lương và xã Chiềng Ve
- Phía bắc giáp thị trấn Hát Lót và xã Mường Bon.

Xã Hát Lót có diện tích 56,35 km², dân số năm 1999 là 7.791 người, mật độ dân số đạt 138 người/km².

## Lịch sử
Ngày 15 tháng 11 năm 1968, Bộ trưởng Bộ Nội vụ ban hành Quyết định số 632-NV về việc thành lập thị trấn Nông trường Tô Hiệu trên cơ sở sáp nhập các chòm dân cư khu vực Hát Lót thuộc thị trấn Nông trường Tô Hiệu quản lý.
Ngày 13 tháng 4 năm 1977, Bộ trưởng Phủ Thủ tướng ban hành Quyết định số 79-BT về việc thành lập thị trấn Hát Lót trên cơ sở một phần diện tích và dân số của xã Hát Lót.
Ngày 20 tháng 8 năm 1999, Chính phủ ban hành Nghị định số 77/1999/NĐ-CP về việc giải thể thị trấn Nông trường Tô Hiệu sáp nhập một phần diện tích và dân số vào xã Hát Lót.
Ngày 17 tháng 4 năm 2008, Chính phủ ban hành Nghị định số 47/2008/NĐ-CP về việc thành lập xã Nà Bó trên cơ sở điều chỉnh 2.812,68 ha diện tích tự nhiên và 3.815 nhân khẩu của xã Hát Lót.
Sau khi điều chỉnh địa giới hành chính, xã Hát Lót còn lại 5.635,32 ha diện tích tự nhiên và 7.791 nhân khẩu.